# Kappa Cancri
Kappa Cancri (κ Cnc / 76 Cancri / HD 78316) es un sistema estelar en la constelación de Cáncer, el cangrejo, situado a unos 484 años luz de distancia del sistema solar.
En una primera aproximación, Kappa Cancri está formada por dos estrellas visualmente separadas apenas 0,3 segundos de arco. La estrella principal del sistema, llamada Kappa Cancri A, es una estrella blanco-azulada de tipo espectral B8 catalogada como gigante. Con una temperatura superficial de 13.470 K, su luminosidad es 315 veces mayor que la del Sol y su radio es 3,3 veces el radio solar, parámetros más acordes con una estrella de la secuencia principal que con una verdadera gigante. Es una estrella de mercurio-manganeso con una abundancia de mercurio 43.000 veces mayor que en el Sol; además es una variable Alfa2 Canum Venaticorum.
Kappa Cancri B es una estrella blanca de la secuencia principal de tipo A, con una temperatura de 8500 K y una luminosidad 11 veces mayor que el Sol. Su radio es 1,6 veces más grande que el radio solar y su masa casi el doble que la del Sol. La separación mínima con Kappa Cancri A es de 42 UA, y su período orbital es de al menos 114 años.
Ocultaciones lunares de Kappa Cancri A sugieren la existencia de una tercera estrella muy próxima a ella con un período de 6,39 días y separada poco más de 0,10 UA.